# Ворота святого Себастьяна
Брама святого Себастьяна (лат. Porta San Sebastiano, також Porta Appia) — найбільша та найліпше збережена міська брама давнього Рима, були частиною стіни Авреліана.

## Історія
Антична брама називалась Порта Аппія, тому що від неї починалася Аппієва дорога. Спочатку це була низька споруда з двома брамами. У V столітті з міркувань безпеки перебудована до трьох поверхів та одного проходу, було добудовано дві вежі й зубці.
У ранньохристиянський період брама отримала нову назву на честь мученика Себастьяна, оскільки прочани ходили Аппієвою дорогою до базиліки Сан Себастьяно фуорі ле Мура і до катакомб св. Себастьяна, розташованих біля неї.
Зараз у будівлі розташовано Музей Муру. Вхід до музею безкоштовний.

## Галерея

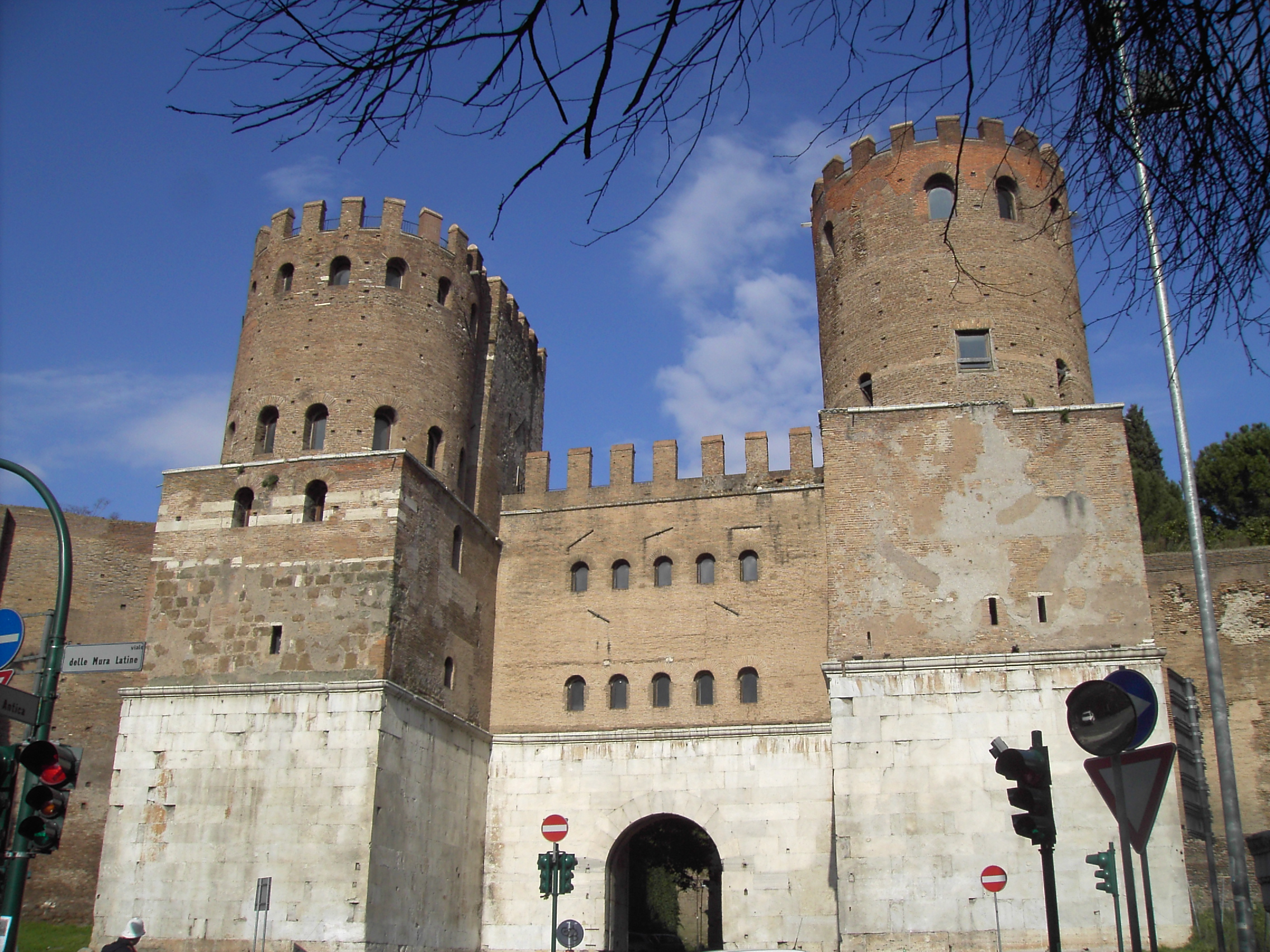
Брама святого Себастьяна
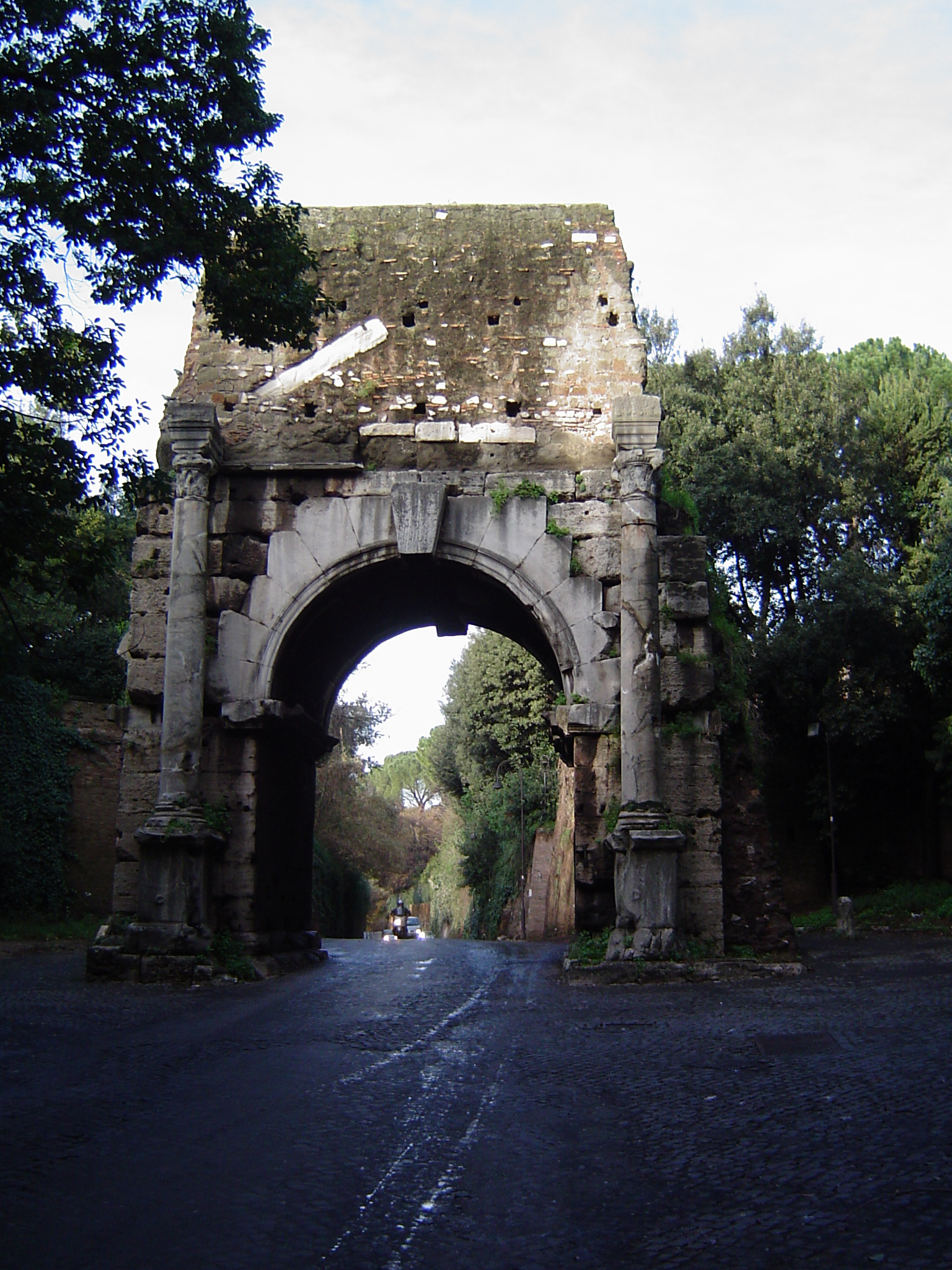
Арка Друза
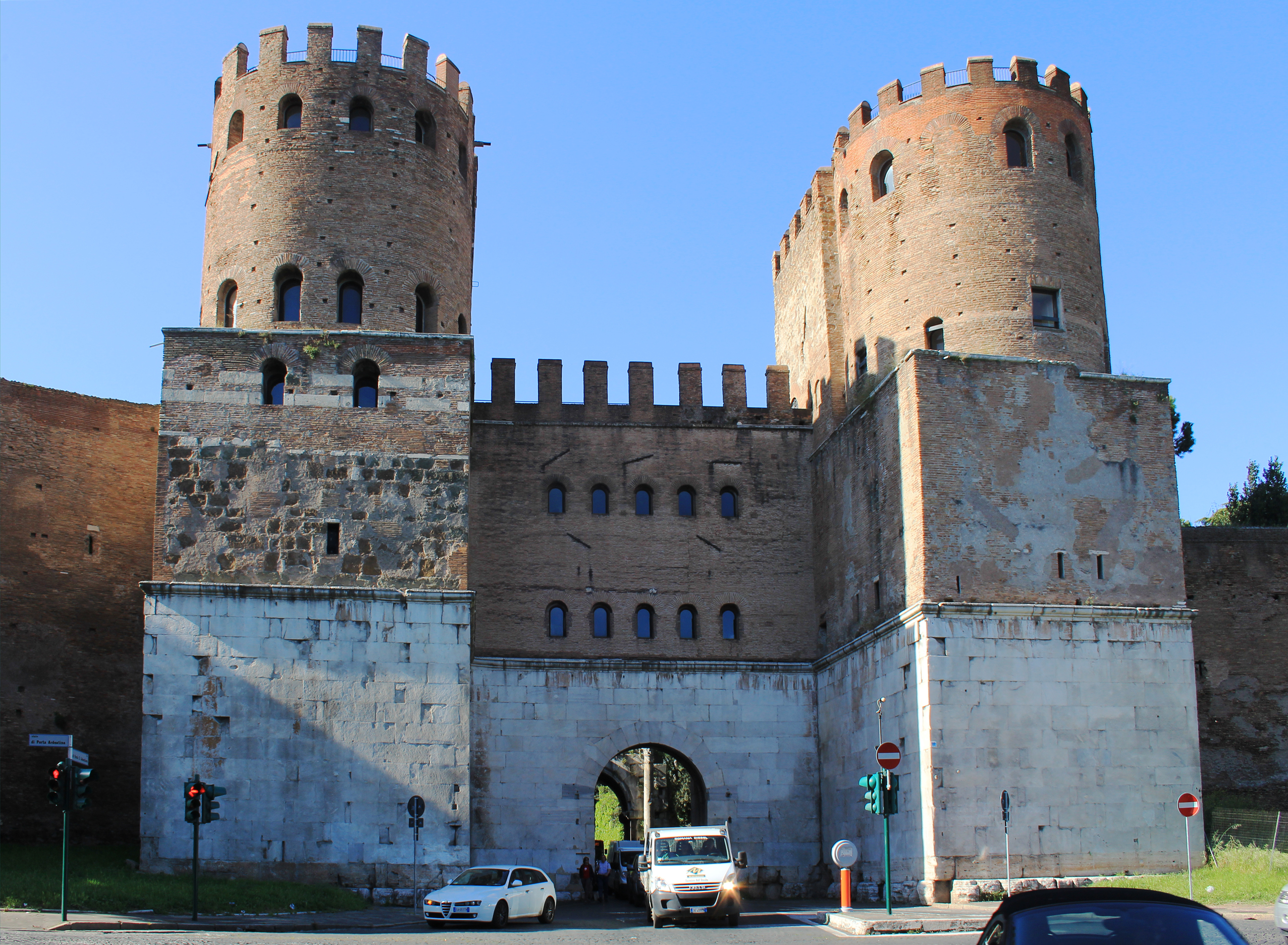
Брама святого Себастьяна
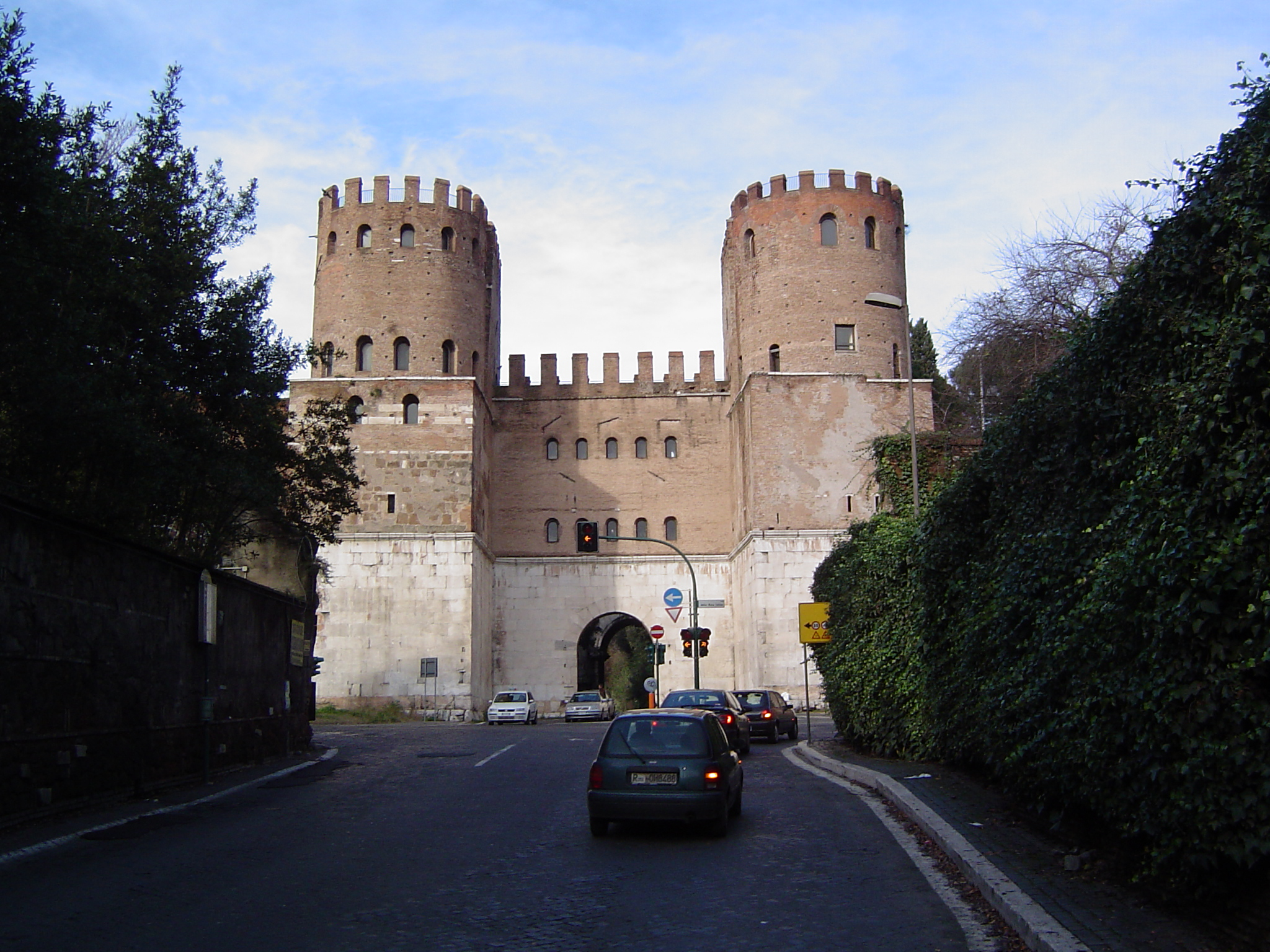
Брама святого Себастьяна
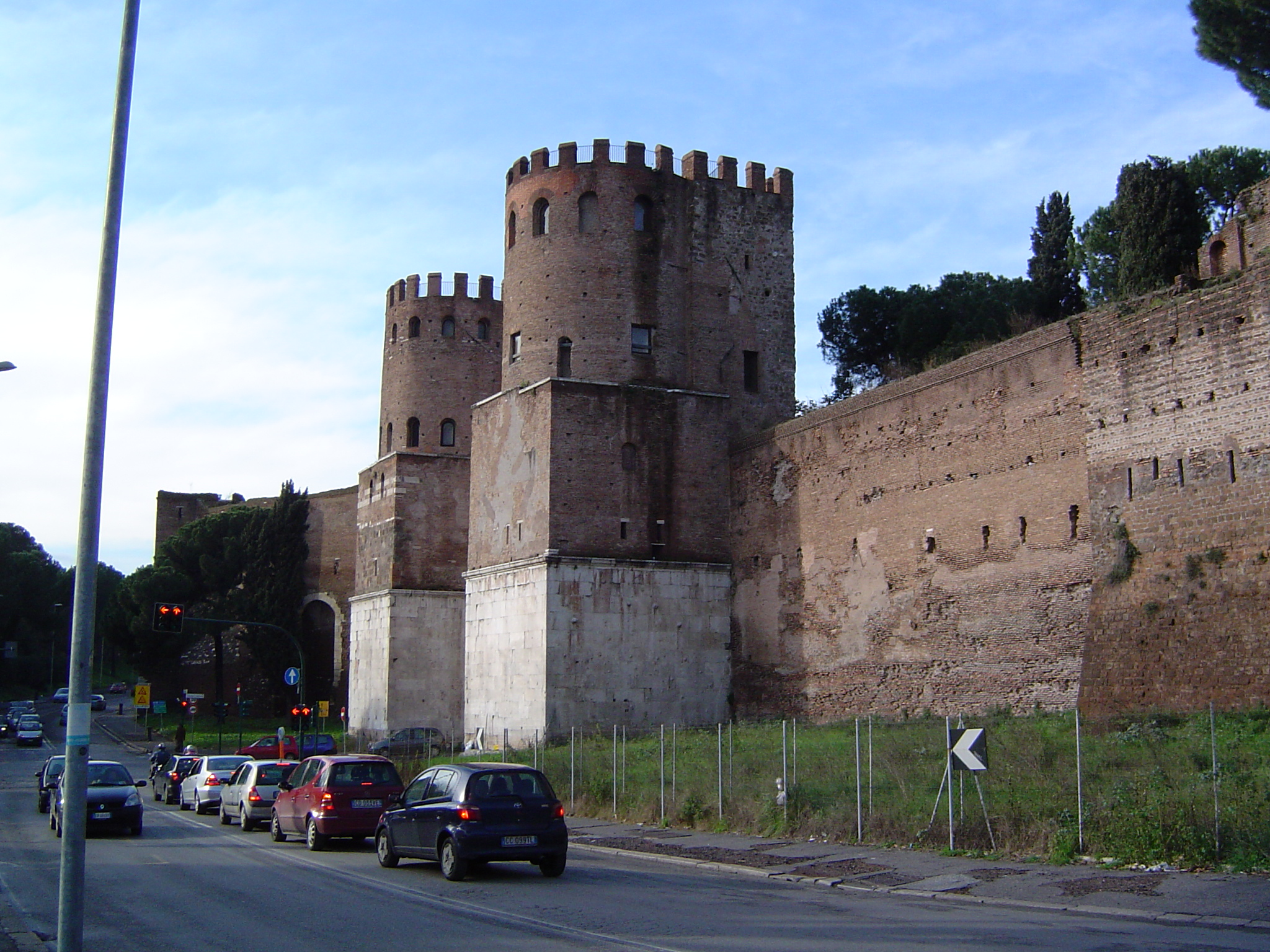
Брама святого Себастьяна
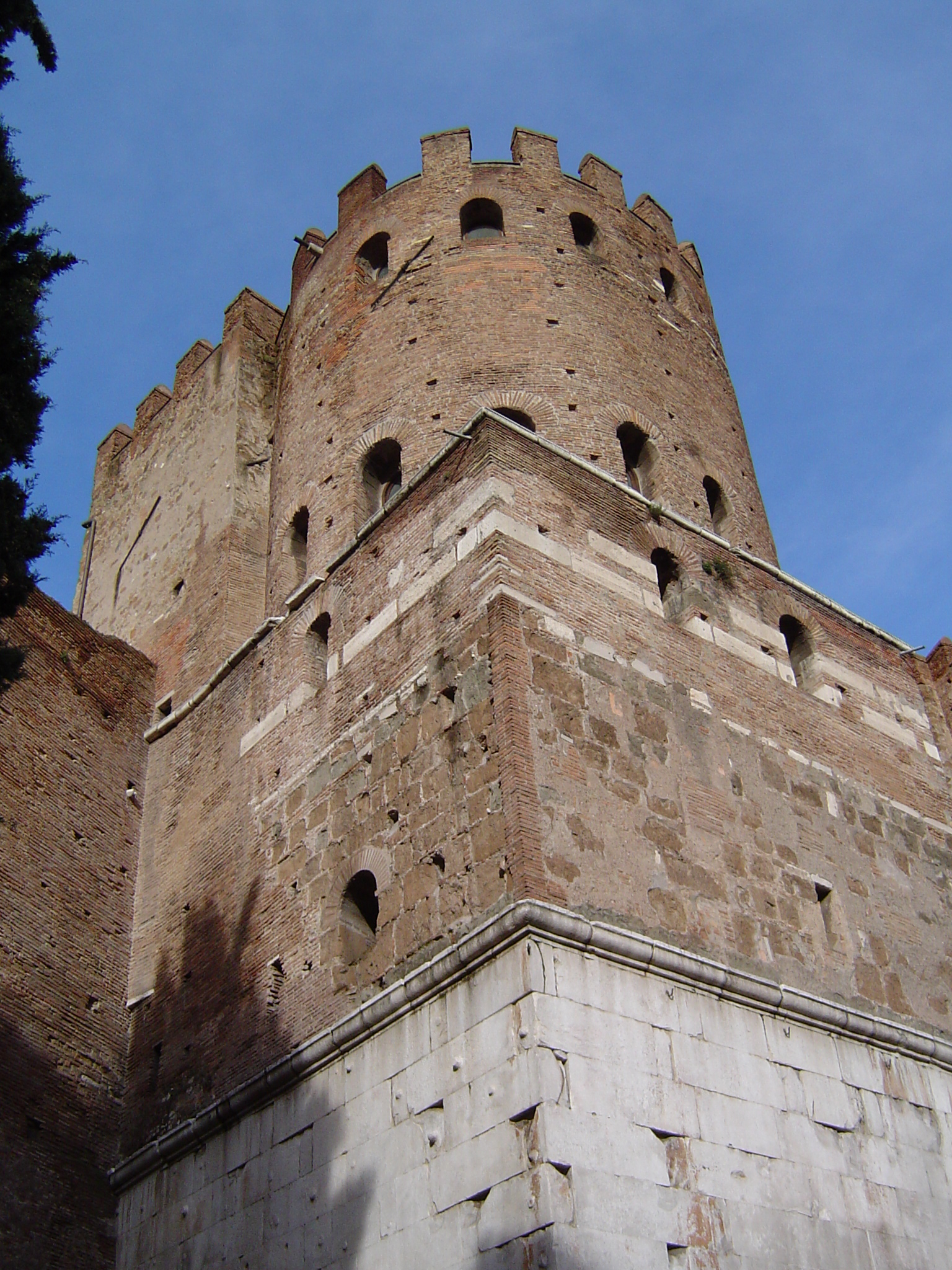
Вежа
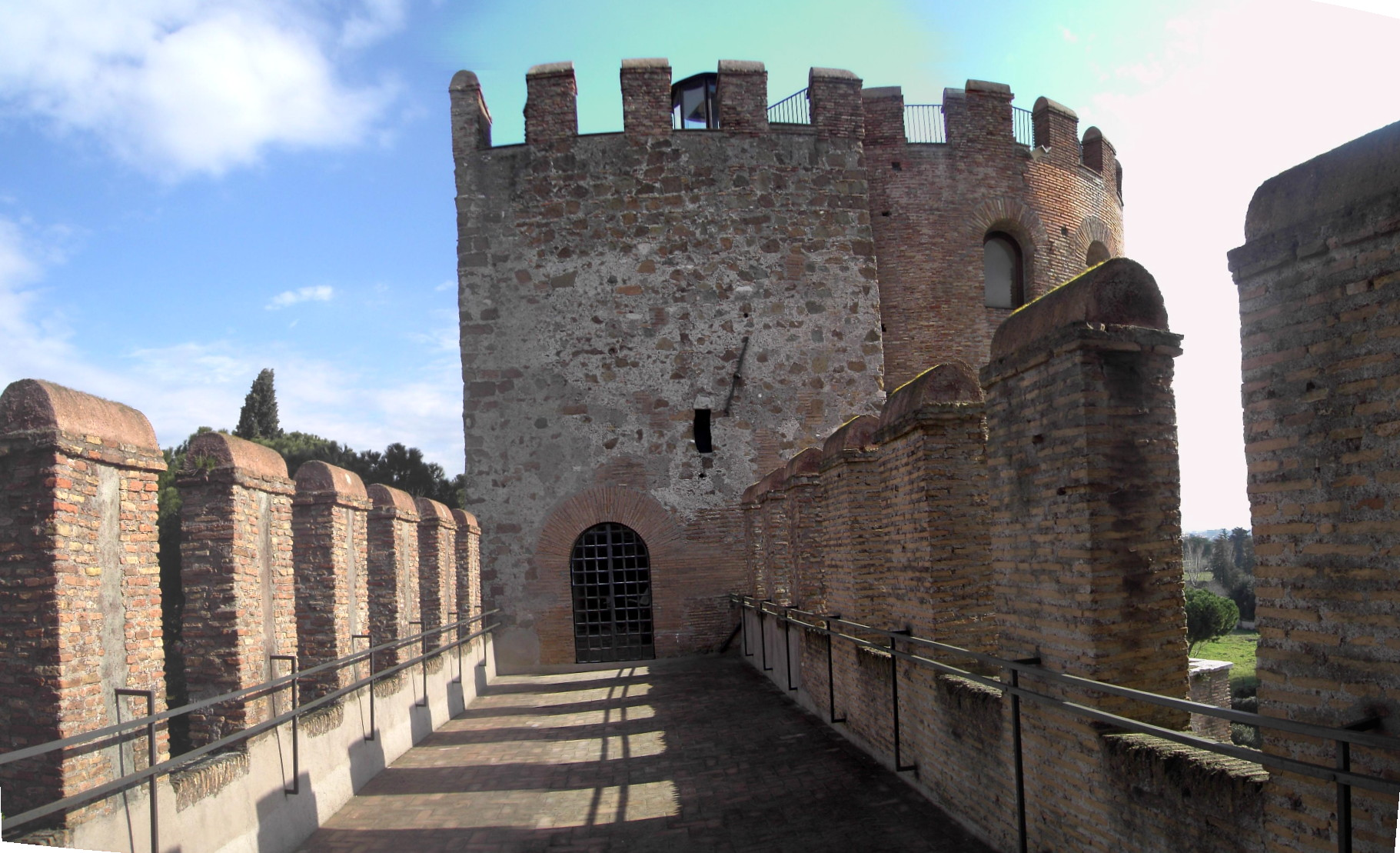
Брама святого Себастьяна
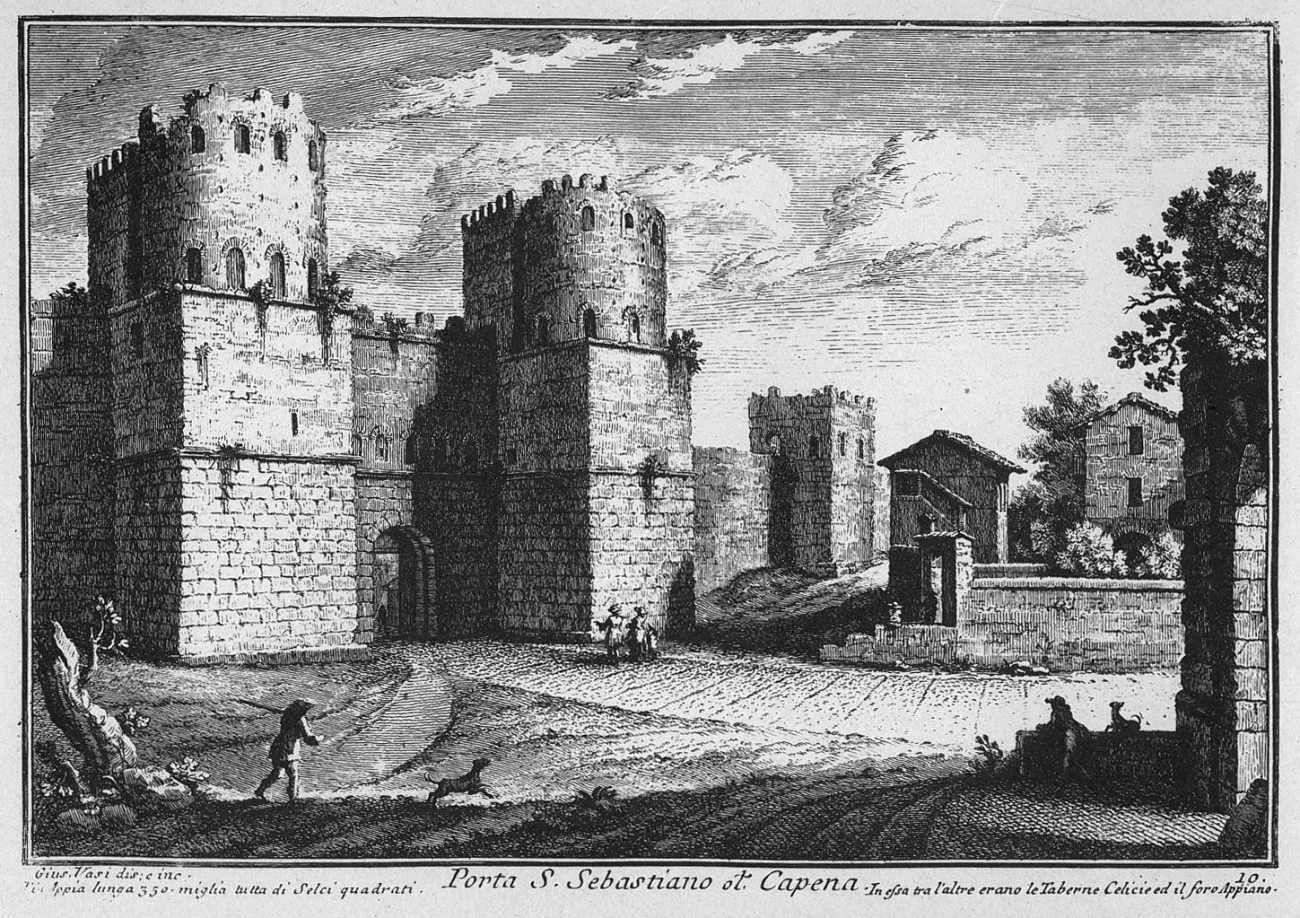
Малюнок Джузеппе Вазі, бл. 1750
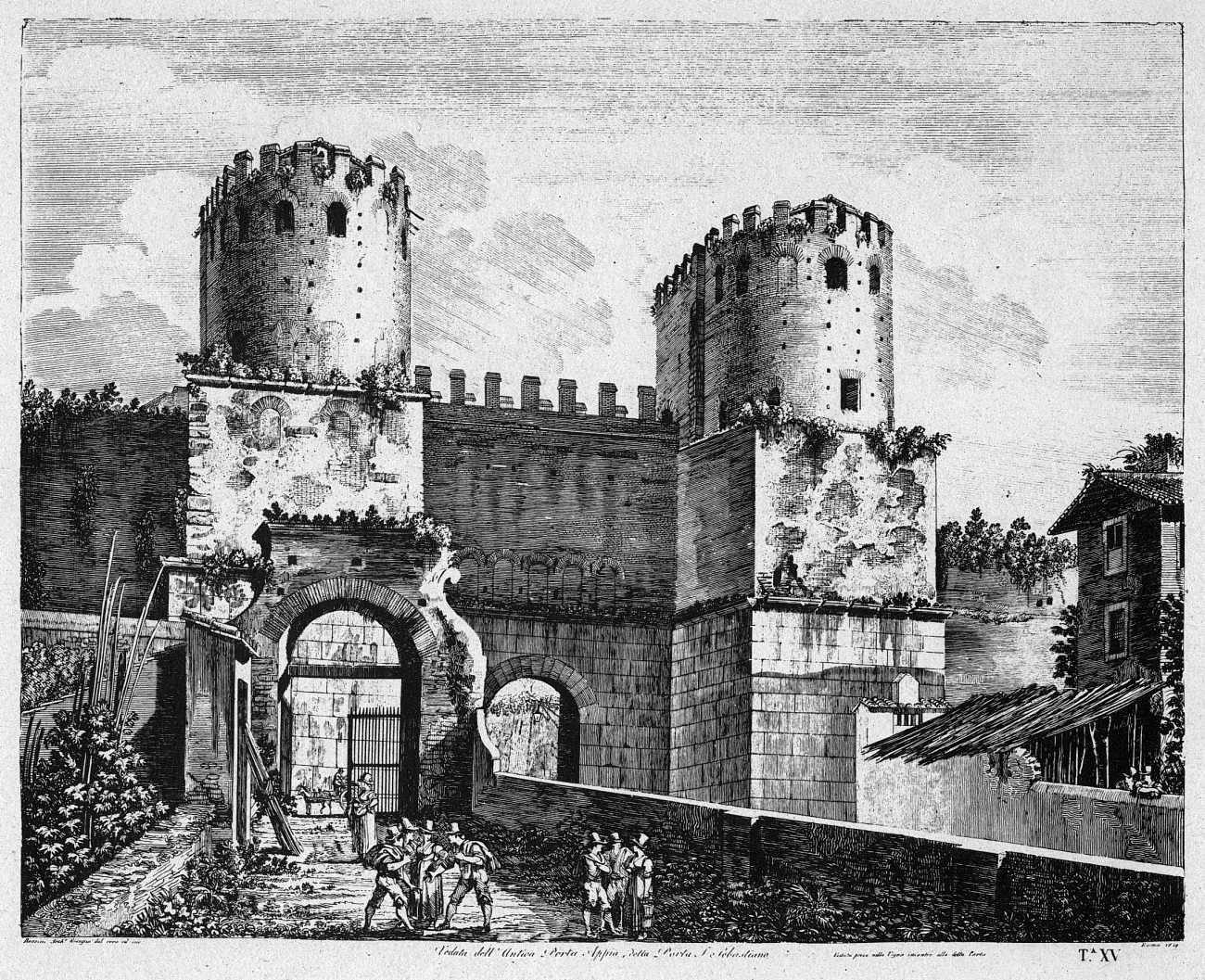
Малюнок Луїджі Россіні
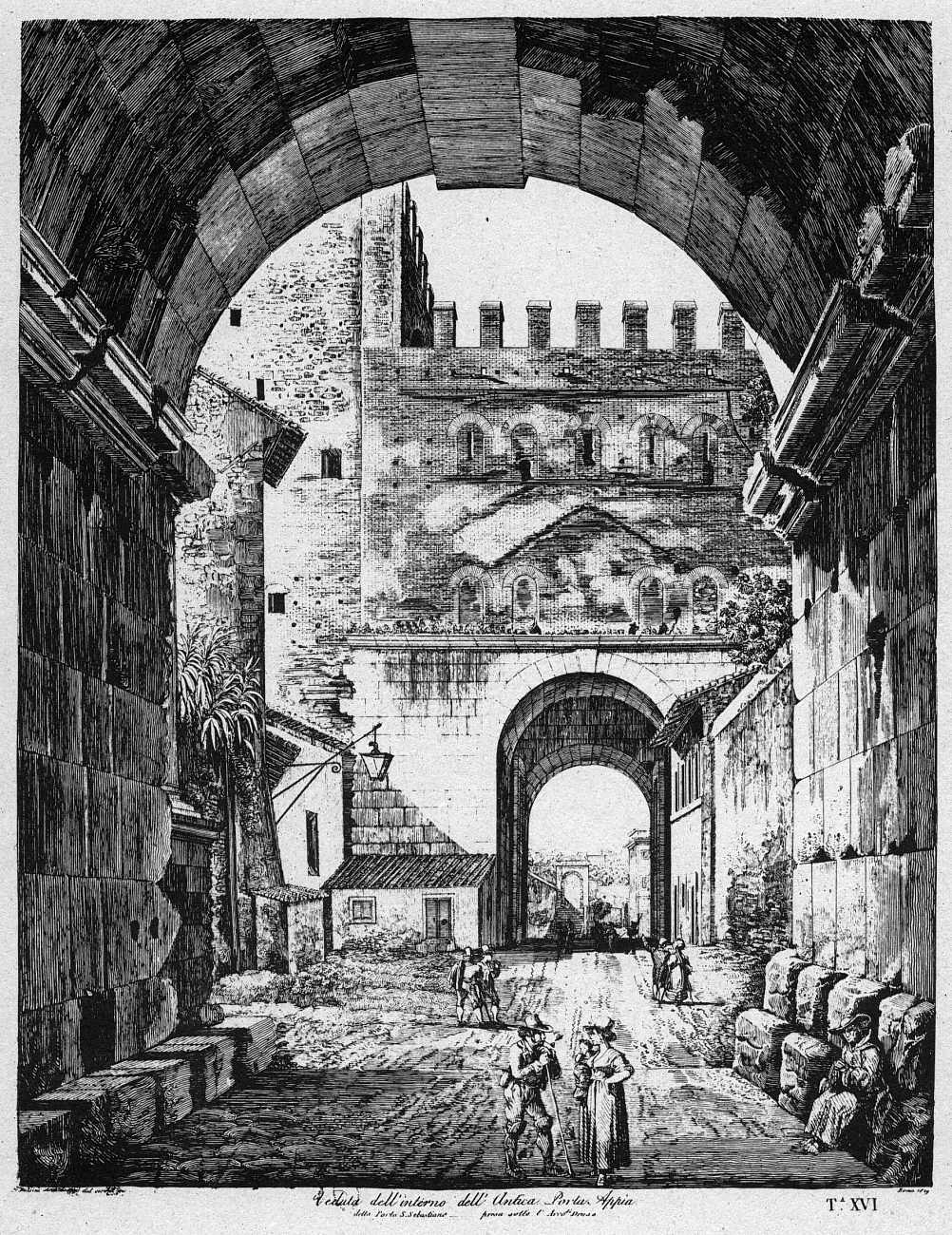
Малюнок Луїджі Россіні

## Надпис на брамі
На лицьовій стороні брами є надпис датований XIV ст.:
ANNO DNI MC…
XVII INDICTIONE: XI MENSE SEPTEM: BRIS DIE PENULTIM: A IN FESTO SCI MICHA: ELIS INTRAVIT GENS: FORASTERA MURI: A ET FUIT DEBELLA: TA A POPULO ROMA: NO QUI STANTE IA: COBO DE PONTIA: NIS CAPITE REG: IONIS